# Anamari Velenšek
Anamari Velenšek, född den 15 maj 1991 i Celje, är en slovensk judoka.
Hon tog OS-brons i de olympiska judo-turneringarna vid olympiska sommarspelen 2016 i Rio de Janeiro i damernas halv tungvikt..